# Iglesia de madera de Torpo

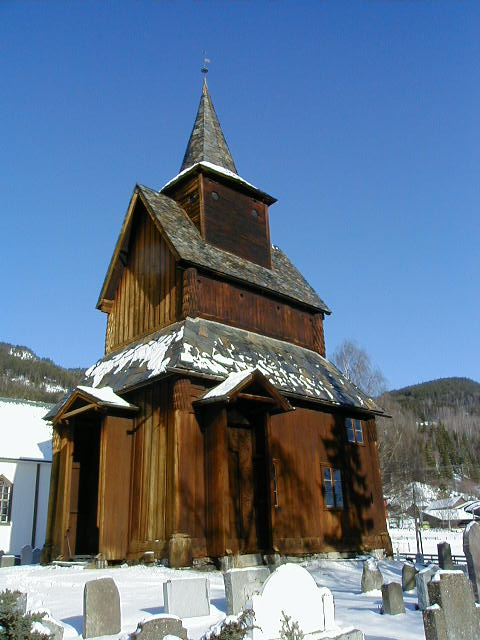
La iglesia de madera de Torpo (provincia de Buskerud, Noruega).

La iglesia de madera de Torpo es una stavkirke que data de finales del siglo XII. Se sitúa en la localidad de Torpo en el municipio de Ål, en Noruega.
Es clasificada como una stavkirke de Tipo B del grupo de Borgund. Sólo queda en pie la nave, pues el coro, el ábside y el corredor exterior desaparecieron. Las obras pictóricas de su interior son una valiosa muestra de la pintura en tabla del arte gótico.

## Historia

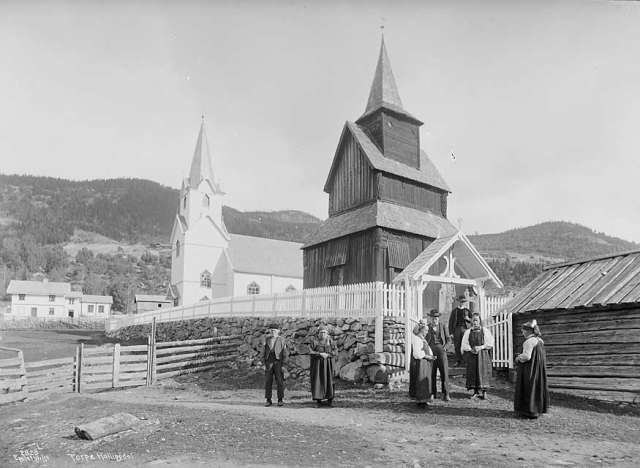
Fotografía de Axel Lindahl, ca 1885-1890. Al fondo, la iglesia moderna.

En el mismo emplazamiento hubo muy posiblemente una iglesia más antigua. Cuando el coro de la actual iglesia fue derribado en 1880 se encontró un fragmento de un tablón tallado en estilo Urnes, que pudo haber pertenecido al portal de una iglesia anterior.
La iglesia actual de Torpo fue construida alrededor de 1195 (la madera data de 1192 de acuerdo a la dendrocronología, y se presume que la construcción es un poco posterior). Es el edificio más antiguo de todo el valle de Hallingdal. La fuente más antigua que la menciona es un escrito de 1310. Algunas partes del edificio pueden ser 50 o 100 años más viejas que el resto de la iglesia.
En 1723 la iglesia pasó a manos privadas, pero en 1875 la adquirió el municipio. En un primer momento, hubo planes de agrandarla hacia el este, pero en 1879 se decidió modernizar el inmueble con una nueva galería y otros implementos. La Sociedad para la Conservación de Monumentos Antiguos Noruegos protestó por ese intento de vandalización, por lo que las autoridades municipales optaron por construir una nueva iglesia de mayores dimensiones. Mientras se edificaba la nueva iglesia, en el verano de 1880, el coro de la stavkirke se derrumbó. El otoño de ese mismo año, la Sociedad compró la nave por 280 coronas con la intención de conservarla en su emplazamiento original. 

## La iglesia

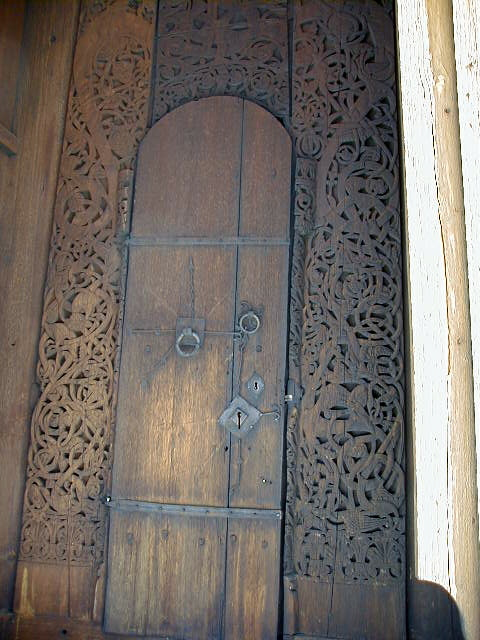
Portal occidental.

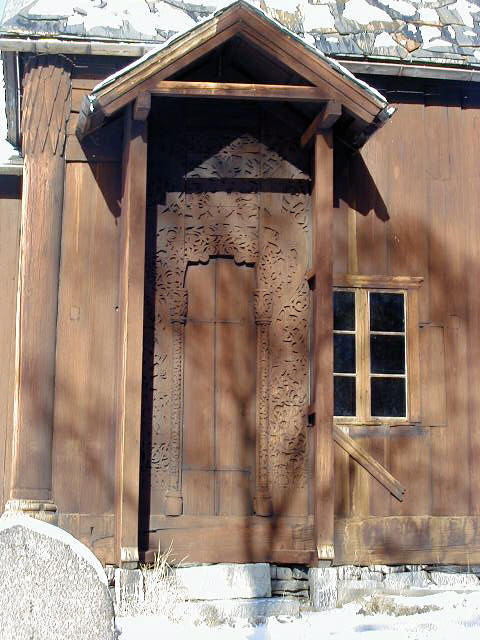
Portal meridional.

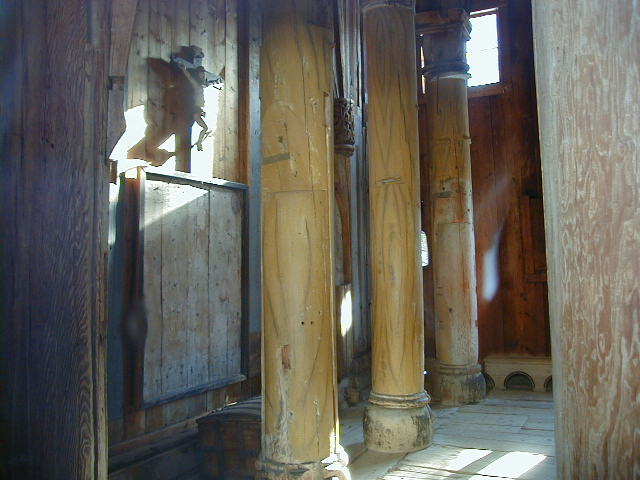
Detalle del interior.

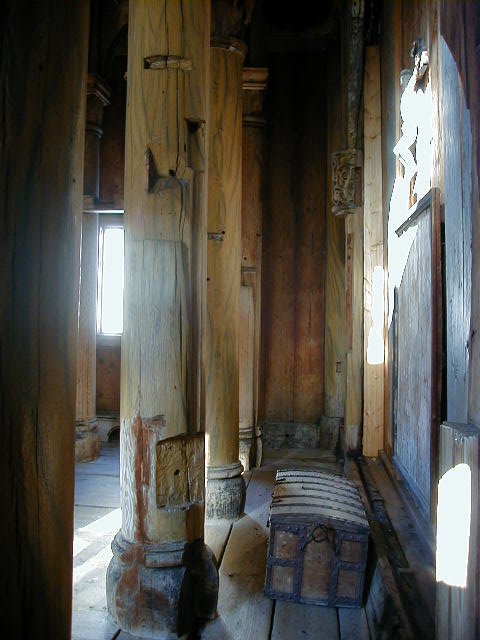
El deambulatorio y los postes centrales.

De la iglesia original sólo se conservó la nave después de que el coro y el ábside fueron derribados en 1880. Mucho tiempo atrás había desaparecido el corredor que rodeaba a todo el edificio.
La iglesia de Torpo es una stavkirke de tipo B, es decir, su nave se divide en una sala central de techo elevado y un deambulatorio de techo bajo, que rodea a aquella. En el aspecto arquitectónico, Torpo conserva bastante parecido con la derribada iglesia de madera de Ål y con las stavkirke de la región de Sogn, por lo que en ocasiones se le ha llegado a incluir en las atavkirke del grupo Borgund. Los 14 postes de la sala central forman columnas, decoradas con capiteles románicos y se interconectan entre sí a través de cepos y tirantes en forma de cruces de San Andrés estilizadas.
En la pared occidental de la nave hay rastros de que originalmente hubo un primer coro de anchura menor que la nave. Este coro fue sustituido desde la Edad Media por uno casi cuadrado, tan ancho como la nave. Este último, que tenía un ábside en el oriente, fue derribado en 1880.
Alrededor de todo su perímetro, la iglesia tuvo originalmente un corredor externo con arcaturas enanas, como el de la iglesia de Borgund. Este corredor se mantuvo incluso después de que el coro fue agrandado, pero fue demolido definitivamente en el siglo XIX.

### Exterior
El techo tiene un escalonamiento triple y estuvo originalmente revestido con tejuelas de madera, que a principios del siglo XIX fueron reemplazadas con lutita. Una torre central cuadrada sobrepuesta al caballete de la nave es rematada en un chapitel piramidal de ocho lados. En la pared de la sala central hay pequeñas claraboyas redondas, que originalmente eran las únicas entradas de luz además de los portales. Las ventanas son estructuras posteriores a la reforma protestante y quizás la más antigua sea la del techo del deambulatorio de la nave.

### Interior
Cuando la Sociedad para la Conservación de Monumentos Antiguos se hizo responsable de la iglesia, se retiró todo el inventario que databa de la época de la reforma o de fechas posteriores, y sólo se conservaron las bancas medievales situadas a lo largo de los muros del deambulatorio.
En el muro oriental aún queda lo que fue la entrada al coro, enmarcada en un gran arco de medio punto a todo lo ancho de la nave. En los postes esquineros parece haber rastros de un antiguo altar lateral.
En el piso de la sala central está tallado el bosquejo de una persona tendida con los pies hacia el oriente y la cabeza hacia el occidente. Se ha sugerido que podría tratarse de la indicación de una tumba.

### Baldaquín
En la porción oriental de la nave se construyó hacia finales del siglo XIII un lectorio con un baldaquín abovedado de madera a todo lo ancho de la sala central. En la bóveda, en forma de tonel, así como en el muro de fondo de la parte superior del baldaquín, se conservan en buen estado pinturas de la Edad Media realizadas al temple. En el muro de fondo, sobre una decoración floral y de bandas diagonales, se hallan las representaciones de la Iglesia, con la bandera de la cruz y un cáliz, la Virgen María, Juan y una alegoría de la Sinagoga, y sobre ellos flotan ángeles con incensarios.
La bóveda es de una importante riqueza pictórica, con un Cristo pantocrátor en el centro, de apariencia bizantina, rodeado por los símbolos de los evangelistas. A ambos lados del cristo, hay frisos con los 12 apóstoles y debajo de éstos, también a ambos lados, escenas del martirio de Santa Margarita de Antioquía. En uno de ellos aparece Olibrio, pretendiente de Margarita y artífice de su muerte, siendo llevado por el Demonio.
El de Torpo es uno de los pocos baldaquines pictóricos entre todas las stavkirke que han perdurado hasta la actualidad, y es uno de los mejores ejemplos de la pintura románica en tabla en toda Europa.

### Inscripciones rúnicas
En una pieza que una vez estuvo en la pared del coro, está tallada una inscripción rúnica que dice: “Torolf hizo esta iglesia”, y menciona varios nombres más. Torolf tal vez haya sido el maestro de obra y los demás hombres sus ayudantes. Este Torolf fue quizás también el maestro de la destruida iglesia de Ål, donde se halla la misma inscripción que en Torpo, aunque con diferentes nombres de los probables asistentes. De ser real, Torolf sería uno de los pocos nombres que se conocen de los constructores de stavkirke, y habría sido un experto que probablemente viajó por Noruega y recibió la asistencia de carpinteros locales, pues ningún nombre, salvo el de él, es común a Torpo y a Ål.
Sin embargo, hay otra inscripción en un poste del lado sur de la sala central que reza “Tormod S.sson de Torpo me hizo”. Hay también varias inscripciones menores en diferentes puntos de la iglesia.

## El patio de la iglesia y las cercanías
Anteriormente hubo al norte de la iglesia un pequeño campanario independiente, cuya existencia se sabe por un dibujo a lápiz de 1855 del arquitecto Georg Andreas Bull. Fue derribado en 1880, cuando se construyó la nueva iglesia de piedra. Se cree que los restos de su base de madera se hallan bajo el piso de la nueva iglesia.
Al noroeste de la stavkirke se situaba un solar llamado antiguamente Torpo, que pertenecía a los sacerdotes de la iglesia. Ahí se levanta una vieja casa de madera llamada Kyrkjestugu (cabaña de la iglesia), utilizada como residencia de los párrocos. En 1880 fue vendida a un particular y trasladada a algún lugar del poblado, pero a finales de la década de 1970 fue comprada por la Sociedad para la Conservación de Monumentos Antiguos y llevada de vuelta a su emplazamiento original.